# Molossus pretiosus
Molossus pretiosus är en däggdjursart som beskrevs av Miller 1902. Molossus pretiosus ingår i släktet Molossus och familjen veckläppade fladdermöss. IUCN kategoriserar arten globalt som livskraftig. Inga underarter finns listade i Catalogue of Life.
Denna fladdermus förekommer med tre från varandra skilda populationer i Central- och Sydamerika. Den första i västra Mexiko, den andra i Nicaragua samt Costa Rica och den tredje från östra Ecuador och Colombia till Guyana.
Individerna vilar i grottor, i byggnader och i trädens håligheter. De jagar insekter vanligen över öppna landskap. Arten besöker dessutom torra skogar